# مولدا (آلمان)
مولدا (به آلمانی: Mulda/Sa.) یک شهر در آلمان است که در میتل‌زاکسن واقع شده‌است. مولدا ۲٬۸۷۴ نفر جمعیت دارد.